# Ортлиб, Патрик
Патрик Ортлиб (нем. Patrick Ortlieb, род. 20 мая 1967 года, Брегенц) — австрийский горнолыжник, олимпийский чемпион, чемпион мира, победитель 4 этапов Кубка мира. Спортсмен года в Австрии в 1992 году. Наиболее удачно выступал в скоростном спуске.
В Кубке мира Ортлиб дебютировал 9 декабря 1988 года, в декабре 1993 года одержал свою первую в карьере победу на этапе Кубка мира, в скоростном спуске. Всего имеет на своём счету 4 победы на этапах Кубка мира, 3 в скоростном спуске и 1 в супергиганте. Лучшим достижением в общем зачёте Кубка мира, является для Ортлиба 7-е место в сезоне 1992/93.
На Олимпийских играх 1992 года в Альбервиле, будучи первым стартовым номером, завоевал золото в скоростном спуске; лишь на 0,05 секунды опередил ставшего вторым француза Франка Пиккара. Кроме этого занял 18-е место в супергиганте.
На Олимпийских играх 1994 года в Лиллехаммере стартовал в скоростном спуске, и остановился в шаге от пьедестала, заняв 4-е место, 0,14 секунды проиграв бронзовому призёру канадцу Эду Подивински.
За свою карьеру участвовал в четырёх чемпионатах мира, на которых выступал исключительно в скоростном спуске, на чемпионате мира 1996 года завоевал золотую медаль.
Использовал лыжи производства фирмы Head. Завершил спортивную карьеру в 1999 году, в результате травмы полученной на тренировке в Кицбюэле. В дальнейшем занялся политикой и спустя несколько лет был избран в Национальный совет Австрии от Австрийской партии свободы. В настоящее время владеет четырёхзвёздочным отелем «Монтана» в городке Лех.
Дочь Нина (род. 2 апреля 1996 года) — горнолыжница, призёр чемпионата мира 2023 года в скоростном спуске, чемпионка мира среди юниоров в гигантском слаломе (2015) и супергиганте (2016).

## Победы на этапах Кубка мира (4)
| № | Сезон   | Дата            | Место        | Дисциплина           |
| - | ------- | --------------- | ------------ | -------------------- |
| 1 | 1993/94 | 18 декабря 1993 | Валь-Гардена | Скоростной спуск     |
| 2 | 1993/94 | 15 января 1994  | Кицбюэль     | Скоростной спуск (2) |
| 3 | 1994/95 | 11 декабря 1994 | Тинь         | Супергигант          |
| 4 | 1995/96 | 16 декабря 1995 | Валь-Гардена | Скоростной спуск (3) |